# 가요 드라이브 (울산주말)
임동건, 김은비의 주말 가요 드라이브는 TBN 울산교통방송(FM 104.1㎒)에서 주말 밤 8시부터 9시 55분까지 방송하는 추억의 가요, 트로트 라디오 프로그램이다.

## 프로그램 소개
- 하루를 정리하는 시간, 청취자 귀에 익숙한 추억의 가요부터 트로트까지 다양한 선곡으로 기분좋은 감성을 선사한다. 청취자 참여코너를 통해 서로 소통하며 공감할 수 있는 프로그램을 제작한다.

## 코너소개

### 매일 코너
- 주말 특별코너! -
- 주말N퀴즈: 귀 쫑긋! 노래 제목 맞추기
- 전지적 동건시점: DJ동건과 손님 은비의 세상만사 이슈콩트
- 히트예감 가요가요: 요즘 뜨는 그 트로트! 이어듣는 시간
- 수고했어,오늘도: 당신의 하루는 어땠는지, 사연과 신청곡 받기

### 토요일
- 은비의 감성시대 : 은비가 고른 이 곡!(90~00년대 감성)

### 일요일
- DJ건의 전성시대 : DJ건이 고른 이곡!(7080 감성)